# FitzRoy Somerset (4e baron Raglan)
Fitzroy Richard Somerset, 4e baron Raglan (10 juin 1885 - 14 septembre 1964) est un militaire britannique, auteur et anthropologue amateur. Il écrit The Hero, A Study in Tradition, Myth and Drama et Monmouthshire Houses, avec Cyril Fox.

## Biographie
FitzRoy Richard Somerset, héritier du titre de pairie Baron Raglan, est né le 10 juin 1885 de George Fitzroy Henry Somerset, 3e baron Raglan et de son épouse Ethel Jemima Ponsonby. Il fait ses études à la Sandroyd School d'Eton et au Royal Military College de Sandhurst, et reçoit une commission de sous-lieutenant dans le régiment de milice des Royal Monmouthshire Royal Engineers le 10 juin 1902. En 1905, il entre dans l'armée britannique et est officier dans les Grenadier Guards. Il est aide de camp du gouverneur de Hong Kong, dans l'armée égyptienne de 1913 à 1919, commissaire de district au Soudan et officier politique en Palestine et en Transjordanie. En reconnaissance de ses services en Egypte, il est fait Officier de l'Ordre du Nil. Il prend sa retraite de l'armée en 1922 en tant que major.
À la mort de son père en 1921, il devient 4e baron Raglan et, après avoir pris sa retraite de l'armée, retourne dans sa maison ancestrale, Cefntilla Court près d'Usk dans le Monmouthshire. Il est très actif dans les affaires locales. Il est juge de paix pour le comté dès 1909 et sert pendant vingt et un ans (1928-1949) en tant que membre de l'ancien conseil du comté de Monmouthshire. Il s'intéresse beaucoup au mouvement des scouts et est commissaire du comté de Monmouthshire pendant 27 ans (1927-1954). Il est Lord-lieutenant du Monmouthshire de 1942 à 1964.
Au cours de sa vie, il étudie et écrit sur des sujets dans des domaines tels que l'anthropologie, les sciences politiques et l'architecture. Son intérêt pour les antiquités du Monmouthshire l'amène à écrire, avec Cyril Fox, trois volumes sur l'architecture domestique médiévale du comté, Monmouthshire Houses. En 1933, il devient président de la section H (anthropologie) de l'Association britannique pour l'avancement des sciences, et de 1945 à 1947, il est président de la Folklore Society. Il est président du comité d'art et d'archéologie du Musée national du pays de Galles (1949-1951) et président du Musée national du Pays de Galles de 1957 à 1962. Il est également président de l'Institut royal d'anthropologie de 1955 à 1957.
Le 9 avril 1923, Raglan épouse Julia Hamilton (7 janvier 1901 - 17 avril 1971), fille du lieutenant-colonel Robert Hamilton-Udny, 11e Lord Belhaven et Stenton de son mariage avec Kathleen Gonville Bromhead. Ils ont cinq enfants, dont le premier est mort quelques jours après la naissance. Julia, Lady Raglan contribue à l'étude du folklore. Dans un article paru dans la revue Folklore en 1939, elle invente le terme "Green Man" pour décrire les têtes foliées trouvées dans les églises anglaises. Sa théorie sur leur origine est encore débattue.
Lord Raglan est également la source de diverses controverses au cours de sa vie. En 1938, il déclare vouloir quitter son poste au ministère de l'Information au motif qu'il ne fait pas assez de travail pour justifier son salaire. En 1958, il irrite les sentiments nationalistes gallois en déclarant que le gallois est une langue « moribonde ». Des demandes sont faites pour sa démission du Musée national du Pays de Galles, mais il tient bon. (La devise de la baronnie Raglan est Mutare vel timere sperno : 'Je méprise le changement ou la peur').
Lord Raglan est décédé le 14 septembre 1964.

## Travaux littéraires
Lord Raglan est non seulement un membre actif de nombreuses sociétés et s'intéresse aux tâches administratives dans les institutions nationales, mais il publie aussi un certain nombre de livres et d'articles sur l'archéologie et l'anthropologie. Son premier livre, Jocasta's Crime - An Anthropological Study, une étude sur l'inceste et les tabous de l'inceste, est publié en 1933. Il suit avec The Science of Peace, un ouvrage sur l'origine, le développement et la prévention de la guerre.
L'ouvrage de Lord Raglan, The Hero, a Study in Tradition, Myth and Drama est publié en 1936. La thèse centrale du livre est que les figures héroïques de la mythologie ont leur origine dans le drame rituel, et non dans un fait historique. Dans le chapitre le plus influent du livre, il décrit 22 traits communs des dieux-héros qu'il appelle « l'archétype du héros mythique ». Raglan résume ensuite la vie de plusieurs héros et attribue des points (notes) pour les éléments thématiques pour un score possible de 22. Il dissèque Œdipe, Thésée, Romulus, Héraclès, Persée, Jason, Bellérophon, Pélops, Asclépios, Dionysos, Apollon, Zeus, Joseph, Moïse, Élie, Watu Gunung, Nyikang, Siegfried, Llew Llaw Gyffes, Arthur, et Robin des Bois. Oedipe obtient le score le plus élevé avec 21 notes. Le motif est appliqué à d'autres héros, dont Beowulf et Harry Potter.
De manière significative, Raglan exclut Jésus de l'étude, même si Jésus correspond à un certain nombre de traits identifiés . Raglan prétend plus tard avoir omis Jésus pour éviter le conflit avec son éditeur.
Raglan est un athée franc et un humaniste actif . Dans les années 1960, il fait partie des députés et des pairs qui créent le All-Party Parliamentary Humanist Group au Parlement britannique . Il est membre de la British Humanist Association et siégeait à son conseil consultatif.